# Hardanger fidula

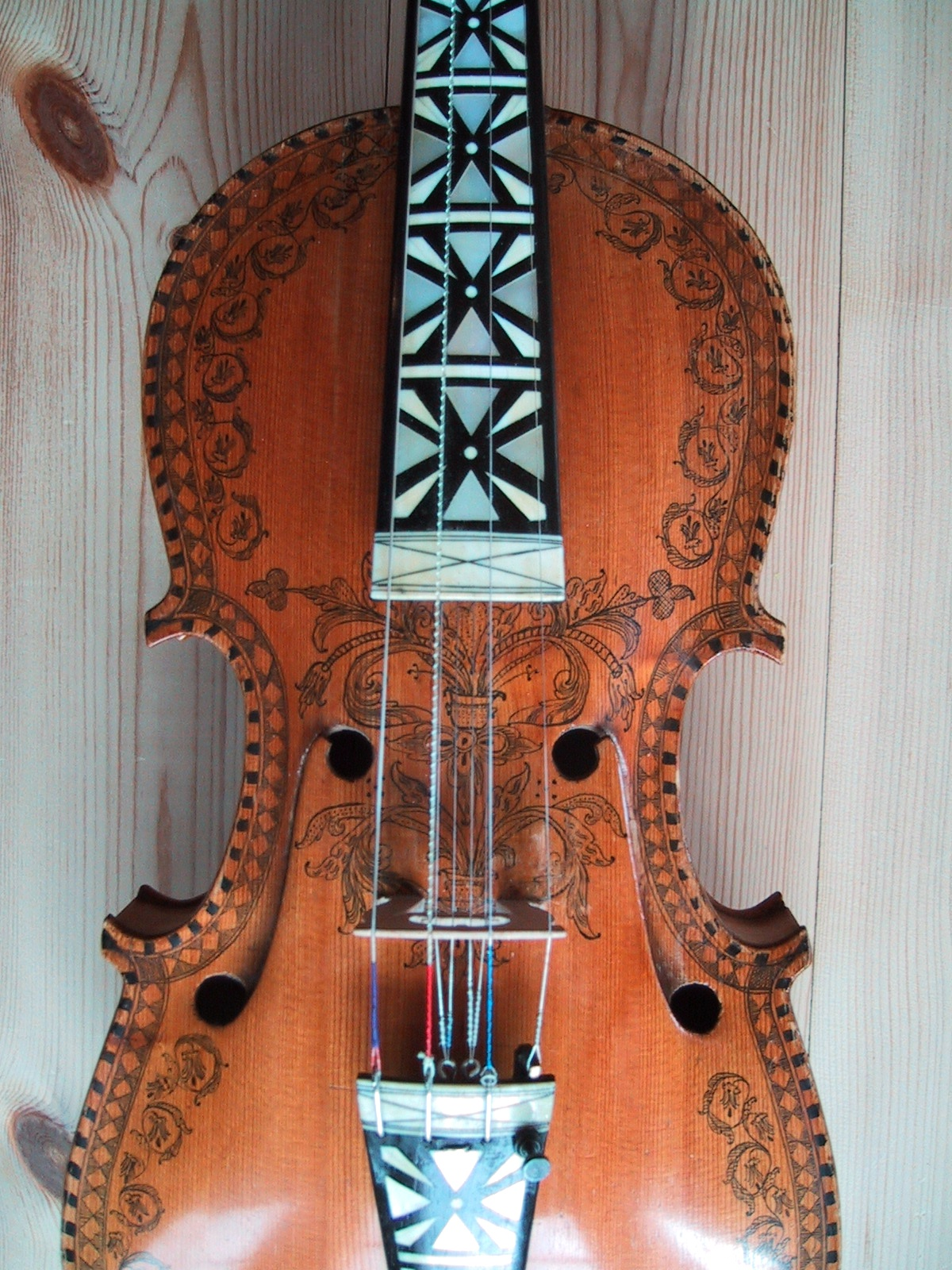
Hardanger fidula

A hardanger fidula, vagy norvégul hardingfele egy, a hegedűhöz nagyon hasonló vonós hangszer. 
8 vagy 9 húrja van, ebből 4 a hegedűhöz hasonlóan használatos, a többi pedig együttrezgő húr, amit vonóhúzással nem lehet közvetlenül megszólaltatni, de amikor a 4 húron játszanak, a többi húr is rezeg, ezzel egy „környezetet” kialakítva a megszólaló hang számára.
Nincsen meghatározott hangolása a húroknak, ez az adott régiótól függ.
Az egyik legkorábbi példány 1651-ből való, Ole Jonsen Jaastad munkája, és a norvégiai Hardanger-fjord vidékéről származik.
Ezt használták a Gyűrűk ura: A két torony című filmben a rohírok témájának fő hangszereként.